# Mont Juneau
Le mont Juneau est une montagne qui se trouve au-dessus de la ville de Juneau, dans l'État de l'Alaska aux États-Unis.